# دائرة قصر البخاري
35°53′08″N 2°45′03″E / 35.885556°N 2.750833°E

دائرة قصر البخاري إحدى دوائر ولاية المدية الجزائرية . عاصمتها هي قصر البخاري وتضم بلديات :
- قصر البخاري
- سانق
- المفاتحة